# Chiococca plowmanii
Chiococca plowmanii är en måreväxtart som beskrevs av Piero G. Delprete. Chiococca plowmanii ingår i släktet Chiococca och familjen måreväxter. Inga underarter finns listade i Catalogue of Life.